# توسع
هي تمدد أو انتفاخ الهيكل الأنبوبي. وتحدث كجزء من عملية فيسيولوجية.

## الحالات الخاصة
- توسع القنوات الثديية: قناة حليب متوسعة. متلازمة توسع القناة هو مرادف لغير النفساء (غير متعلق بالحمل والرضاعة)[2] التهاب الثدي.
- التوسع السحائي: هو تمدد الكيس السحائي المحيط بالحبل الشوكي، وغالبًا في أسفل الظهر تمامًا.
- توسع الحويضة: هو تمدد جزء من الكلية ويظهر في معظم الأحيان في الموجات فوق الصوتية قبل الولادة. فإنها تستقر عادة من تلقاء نفسها.
- التوسع النبيبي الريتي: هو تمدد التركيبات الأنبوبية في الخصيتين. ويظهر عادة في الرجال كبار السن.
- التوسع الشرياني للنهايات
- توسع القرنية (القرنية المخروطية الثانوية): وهو انتفاخ القرنية.

توسع الأوعية الدموية
- تَوسع الأَبْهر والحَلَقة الليفية: وهو تمدد الشريان الأورطي. وقد يكون مرتبطًا بـمتلازمة مارفان.[3]
- ضعف الشرايين: ضعف الشرايين عادة ما يحدث نتيجة لارتفاع ضغط الدم.
- ضعف الشرايين داخل القحف، وتمدد للشرايين داخل الرأس.
- توسع الأوعية الدموية في غار المعدة، وتمدد الأوعية الدموية الصغيرة في الجزء الأخير من المعدة.
- توسع الأوعية الصغيرة هي أوعية دموية متوسعة صغيرة توجد في أي منطقة في الجسم، ولكنها تظهر بدرجة كبيرة في الوجه حول الأنف والخدين والذقن.